# Garibaldi (kommun)
Garibaldi är en kommun i Brasilien.   Den ligger i delstaten Rio Grande do Sul, i den södra delen av landet, 1 500 km söder om huvudstaden Brasília. Antalet invånare är 30 692.
Följande samhällen finns i Garibaldi:
- Garibaldi

I omgivningarna runt Garibaldi växer i huvudsak städsegrön lövskog. Runt Garibaldi är det ganska glesbefolkat, med 24 invånare per kvadratkilometer.